# Meister der Augustiner-Kreuzigung

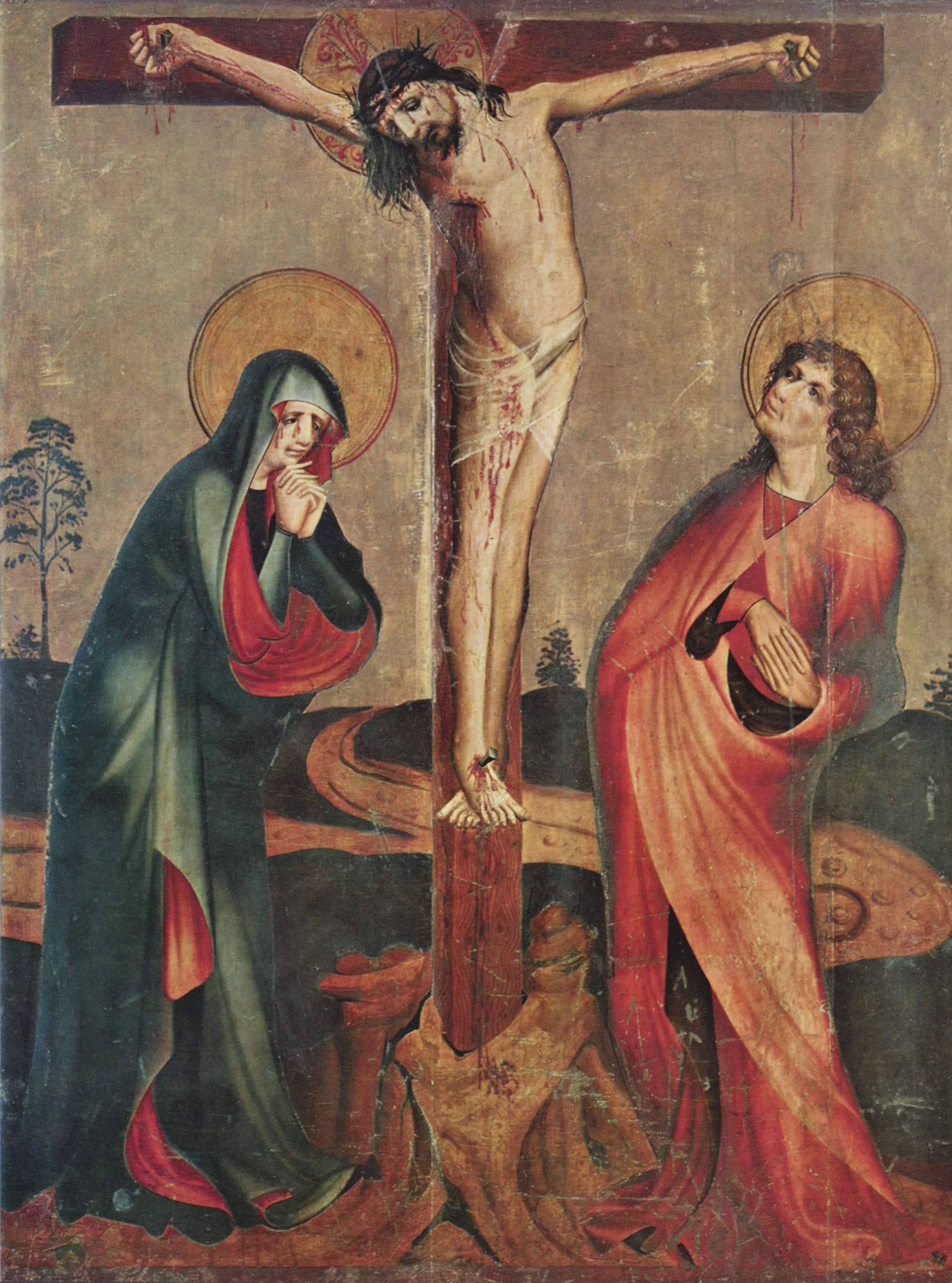
Meister der Augustiner-Kreuzigung; Kreuzigung Christi mit Maria und Johannes dem Evangelisten, um 1400

Mit Meister der Augustiner-Kreuzigung wird ein namentlich nicht bekannter Maler der Spätgotik bezeichnet. Er erhielt seinen Notnamen nach einem der zwei Altarbilder, die er um 1400 für das Kloster der Augustiner-Eremiten in München geschaffen hat. Er wird als der künstlerisch beste Vertreter einer Münchner Malerschule um die Wende zum 15. Jahrhundert gesehen.

## Werk
- Kreuzigung Christi mit Maria und Johannes dem Evangelisten (Augustiner-Kreuzigung), um 1400. München, Bayerisches Nationalmuseum
- Die Auferweckung der Drusiana, um 1400. München, Bayerisches Nationalmuseum